# Angelo Oswaldo
Angelo Oswaldo de Araújo Santos (Belo Horizonte, 7 de dezembro de 1947) é um escritor, curador de arte, jornalista, advogado e político brasileiro. Foi eleito prefeito da cidade de Ouro Preto, pelo PV, sendo reeleito para o quadriênio de 2025 - 2028.

## Biografia
Nasceu em 7 de dezembro de 1947, em Belo Horizonte. É filho de Cristino Teixeira Santos e Maria Clélia de Araújo. Tem quatro irmãos: Cristino de Araujo Santos (1949); João Continentino de Araujo Santos (1952); Rogerio de Araujo Santos (1954) e Eduardo de Araujo Santos (1957). Do lado materno, é neto de José Oswaldo de Araújo, ex-presidente da Academia Mineira de Letras e ex-prefeito da capital mineira.

## Formação
Formou-se em direito pela Universidade Federal de Minas Gerais (UFMG), na turma de 1971, e cursou o Instituto Francês de Imprensa, em Paris (1973-1975). Ainda estudante universitário, começou a atuar no jornal “Estado de Minas”, no qual exerceu diversas funções, entre elas, a de redator e editor de cultura.
Colaborou com o Diário de Minas, Jornal do Brasil, Folha de S.Paulo, Rede Globo Minas e Canal 23 de Belo Horizonte, em diferentes oportunidades. Editou o Suplemento Literário de Minas Gerais, entre 1971 e 1973. Na França, publicou no Le Monde e foi colaborador da editora Gallimard, na seleção de autores estrangeiros.

## Gestão pública

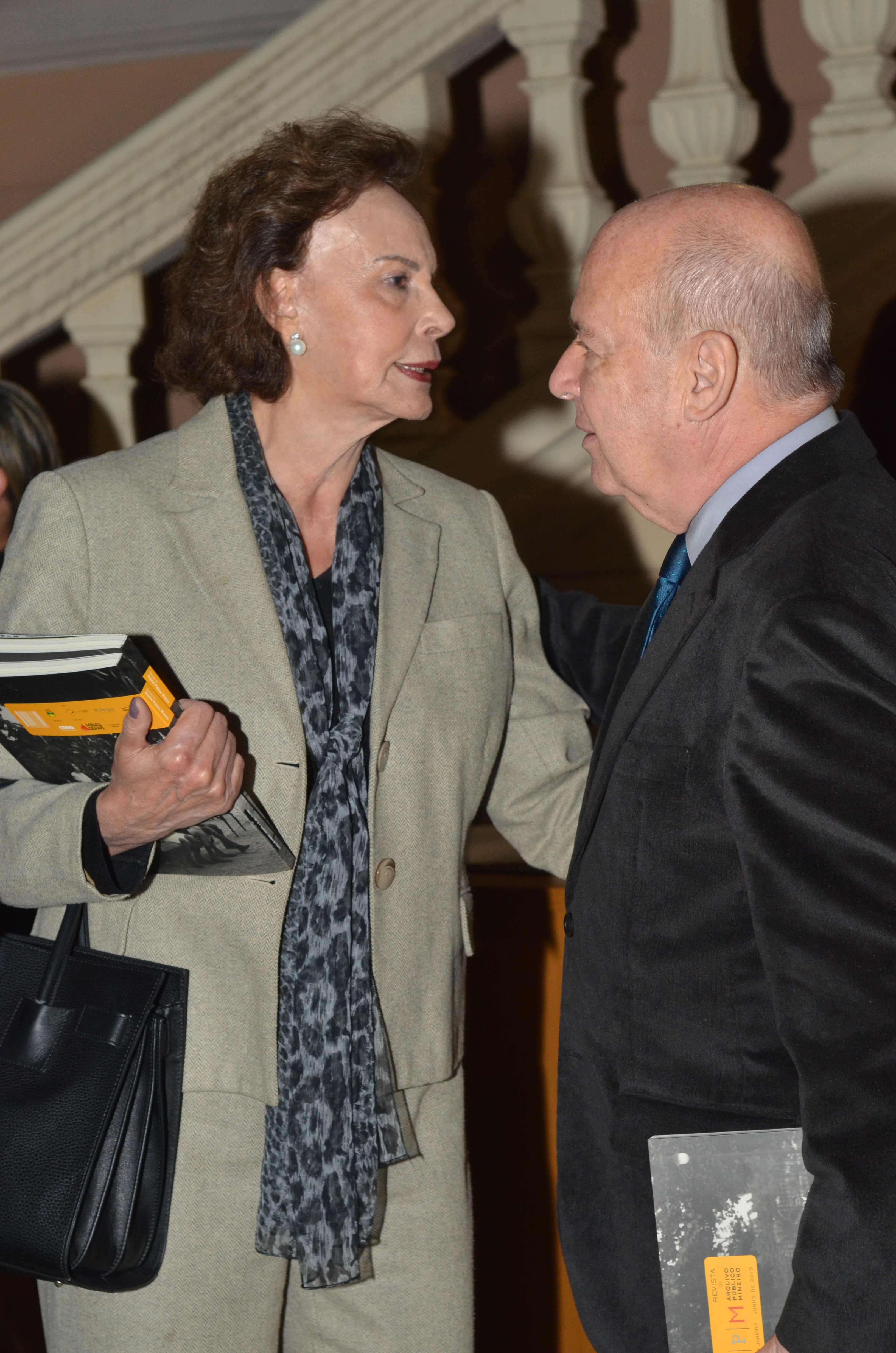
Angelo Oswaldo recebe a historiadora Maria Efigência Lage de Resende, na época era secretário estadual da Cultura.

Como gestor público, foi secretário de Turismo e Cultura da Prefeitura Municipal de Ouro Preto (1977-83), prefeito de Ouro Preto por cinco mandatos (1993-1996; 2005-2008; 2009-2012; 2021-2024; 2025 - 2028), secretário de Estado da Cultura de Minas Gerais (1999-2002), presidente do Fórum Nacional de Secretários Estaduais de Cultura (2002) e ministro interino de Estado da Cultura do Brasil (1986 e 1987), na gestão do ministro Celso Furtado.
Foi chefe de Gabinete do Ministério da Cultura (1986-1988), presidente do Instituto Patrimônio Histórico e Artístico Nacional (Iphan/MinC) entre 1985 e 1987 e membro dos conselhos do Iphan (1994-2002), Fundação de Arte de Ouro Preto (1971-1981) e Patrimônio Cultural da Prefeitura de Belo Horizonte (1989-1992). Em 2003, foi assessor do embaixador Itamar Franco na embaixada do Brasil em Roma.
Em 2009, tornou-se presidente da Associação Brasileira de Cidades Históricas, cargo que assumiu novamente em 2023. É membro fundador da Rede de Cidades Barrocas da América Latina, no qual foi eleito vice-presidente para o biênio 2011-2012, em Puebla, México. Presidiu o Instituto Brasileiro de Museus (Ibram) - entre julho de 2013 e dezembro de 2014.

### Processos administrativos e polêmicas
Foi historicamente um político do PMDB, tendo se filiado ao PV em 2019. Em 2014 havia sofrido resistências internas a sua indicação ao cargo de Ministro do Turismo, mesmo sendo o preferido para o ministério. Em 2024 está concorrendo a reeleição ao cargo executivo na Prefeitura Municipal de Ouro Preto, novamente pelo PV.

#### Improbidade administrativa
Em 2023, teve seus direitos políticos suspensos por cinco anos pela 2ª Câmara Cível do Tribunal de Justiça de Minas Gerais. A condenação foi resultado de um caso de improbidade administrativa ocorrido durante seu primeiro mandato (1993-1996), no qual foi acusado de pagar por uma obra de calçamento no distrito de Santo Antônio do Salto que não foi concluída. Ele nega as acusações e alega que o caso foi fabricado para prejudicá-lo politicamente.

## Academias e institutos históricos
É membro da Academia Mineira de Letras, sucedendo a Oscar Dias Correia na cadeira que tem como fundador Alphonsus de Guimaraens. É acadêmico-correspondente da Academia de Belas-artes de Lisboa e efetivo da Academia Brasileira de Artes e Academia Marianense de Letras. É sócio efetivo do Instituto Histórico e Geográfico de Minas Gerais, na cadeira 45, que tem como patrono Evaristo da Veiga, e sócio-correspondente do Instituto Histórico e Geográfico Brasileiro.

## Escritos, cultura e arte
Exerce também a crítica de arte como curador, ensaísta, conferencista e membro de comissões julgadoras. Organizou e apresentou mostras de diversos artistas em Belo Horizonte (MG). Participou de missões culturais na França, Alemanha, Israel, Noruega, Portugal, Bolívia, Cuba, Estados Unidos da América, Inglaterra, Chile, México, Itália, Chile, Argentina, Equador e Laos. Publica artigos em livros, jornais e revistas, no Brasil e no exterior. Entre suas publicações, pode-se citar:
- Ouro Preto – Tempo sobre Tempo. Rio de Janeiro: Editora Spalla, 1985.
- Alcântara – Cantos do Silêncio. Rio de Janeiro: Editora Spalla, 1987.
- Campos das Vertentes – O Brasil na Fonte. Edição da Construtora Andrade Gutierrez, Belo Horizonte, 1989.
- Minas de Liberdade. Antologia organizada conjuntamente a Eneida Maria de Souza e Wander Melo Miranda. Publicada pela Assembleia Legislativa do Estado de Minas Gerais e Secretaria de Estado da Cultura de Minas Gerais, em edição comemorativa do bicentenário do martírio de Tiradentes, Belo Horizonte, 1992.
- Ouro Preto e a Capela do Padre Faria. São Paulo: Empresa Brasileira de Leitura e Comunicação, 1995.
- A Herança do Futuro. In: O Livro das Profecias, organizado por José Sarney. Publicado pelo Senado Federal, em 1996.
- Igrejas de Minas. Belo Horizonte: Cemig, 1998.
- Pintores de Ouro Preto. Rio de Janeiro: Furnas, 2004.[7]
- Barbacena, Ontem e Hoje. Barbacena: C/Arte, 2017. Conjuntamente a Doorgal Gustavo Borges de Andrada, Idinando Borges e Jorge Arnaldo Nascimento.[20][21]
- Na Casa de Alphonsus. Organização de textos sobre Alphonsus de Guimaraens, publicado pela Editora Liberdade, 2021.[22]

## Prêmios
Foi condecorado pelos Governos de Portugal com a Ordem do Infante Dom Henrique; da França, com a Ordem Nacional da Legião de Honra e a Ordem das Artes e das Letras; e da Espanha, com a Ordem de Isabel, la Católica.
No Brasil, recebeu em 2016 a Medalha de Honra da UFMG. Em 2018 recebeu a medalha e troféu Amigos da Cultura, concedido pela Associação Cultural Barão de Ayuruoca. Em 2023 recebeu o prêmio de prefeito inovador, pela campanha de disponibilização de wi-fi gratuito em Ouro Preto e pela criação da moeda digital Itacolomi.